# فرودگاه بافولاب
فرودگاه بافولاب (به انگلیسی: Bafoulabé Airport) یک فرودگاه همگانی است . این فرودگاه در کشور مالی قرار دارد و در ارتفاع ۱۱۶ متری از سطح دریا واقع شده‌است.